# 卡特琳娜·哈特洛娃
卡特琳娜·哈特洛娃（1985年9月19日—）是一位捷克女色情演員。曾出演過《Hooter Hotel》（2008年）和《Big Titty Lesbians》（2010年）。

## 個人生活
2012年7月，哈特洛娃在接受BoobsRealm.com的採訪時透露，因她和男友都需要錢，所以才會投入拍攝色情片的工作。
2014年7月，據BoobsRealm.com透露，哈特洛娃已懷孕。2014年12月，透露她是因和男友發生性行為而懷孕。懷孕後，哈特洛娃增長了不少乳房的大小。

## 外部連結
- 卡特琳娜·哈特洛娃在互联网电影资料库（IMDb）上的資料（英文）
- 卡特琳娜·哈特洛娃在網際網路成人電影資料庫
- 成人電影資料庫上卡特琳娜·哈特洛娃的资料（英文）
- 卡特琳娜·哈特洛娃的X（前Twitter）
- 卡特琳娜·哈特洛娃的Instagram帳戶